# Осоларо (Кремона)
Осоларо је насеље у Италији у округу Кремона, региону Ломбардија.
Према процени из 2011. у насељу је живело 372 становника. Насеље се налази на надморској висини од 53 м.